# Hermann Niehoff
Hermann Niehoff (4 mars 1897 - 5 novembre 1980) était un dirigeant allemand pendant la Seconde Guerre mondiale. Il était le général d'infanterie allemande (371e division d'infanterie) et était le commandant de garnison de la forteresse de Breslau.

## Commandement
- Dirigeant commandant du 211e régiment de rechange - 1939 à 1940
- Dirigeant commandant du 464e régiment - 1940 à 1943
- Général d'infanterie (Der général Infanterie) de la 371e division d'infanterie - 1943 à 1945
- Commandant de garnison de la forteresse de Breslau - 2 mars au 6 mai 1945

## Parcours
Après ses études, Niehoff rejoint en juin 1915 le 57e régiment d'infanterie  à Wesel. Fin janvier 1916, il obtient le grade de lieutenant.
Après la Première Guerre mondiale, il est accepté en tant que lieutenant dans l'armée. En raison de la réintroduction de la conscription en 1935, Niehoff est le commandant du premier bataillon du régiment d'infanterie 39 à Düsseldorf entre août 1936 et mai 1938.
Au début de la Seconde Guerre mondiale, Niehoff est lieutenant-colonel de novembre 1939 jusqu'en 1940 du 464e Régiment d'Infanterie. Le 1er janvier 1941, il prend en charge la 371e Division d'infanterie nouvellement formé en France.

## Pendant la Seconde Guerre mondiale
En tant que général de la 371e division d'infanterie, Niehoff a participé au sauvetage des unités encerclées dans la poche de Kamianets-Podilskyï entre mars et avril 1944.
Du 13 février au 6 mai 1945, Breslau est assiégé par les Soviétiques de la 6e Armée, dirigée par l'Ukrainien Ivan Konev. En lien avec le Gauleiter, Karl Hanke, il dirige la résistance allemande dans la ville déclarée forteresse par Hitler.
Le 2 mars, pour s'opposer aux Soviétiques, Niehoff amalgame dans les unités dont il assume le commandement des soldats de la Wehrmacht, des civils, et des troupes de la Jeunesse hitlérienne. Pendant le siège, ces forces hétérogènes ont tenu Breslau pendant plus de deux mois tandis qu'une grande partie de la ville était détruite et que ses troupes subissaient de lourdes pertes.
Le 6 mai, Breslau tomba aux mains des Soviétiques et seulement deux jours avant la reddition sans conditions de l'Allemagne, Niehoff accepte les conditions de la reddition conditionnelle de la forteresse de Breslau devant les troupes soviétiques, conditions non respectées par les vainqueurs. Niehoff fut prisonnier de guerre de 1945 à 1955. Après 10 ans d'emprisonnement, il retourne en Allemagne en 1955 et meurt en 1980 à l'âge de 83 ans.

## Décorations
- Croix de fer (1918)
  - 1re classe le 12 juin 1918
  - 2e classe le 5 août 1916
- Croix hanséatique de Hambourg
- Agrafe de la croix de fer (1939)
  - 1re classe le 7 juillet 1941
  - 2e classe le 26 juin 1940
- Insigne des blessés
  - en Noir
- Insigne d'assaut d'infanterie
- Croix allemande en or (6 janvier 1942)
- Croix de chevalier de la croix de fer avec feuilles de chêne et glaives
  - Croix de chevalier le 15 juin 1944 en tant que Generalleutnant et commandant de la  371. Infaterie-Division[1]
  - 764e feuilles de chêne le 5 mars 1945 en tant que Generalleutnant et commandant de la 371. Infaterie-Division[1]
  - (147e) glaives le 26 avril 1945 en tant que General der Infanterie et commandant de la Festung Breslau
- Mentionné dans le bulletin radiophonique des Armées: le Wehrmachtbericht